# Dragón vietnamita

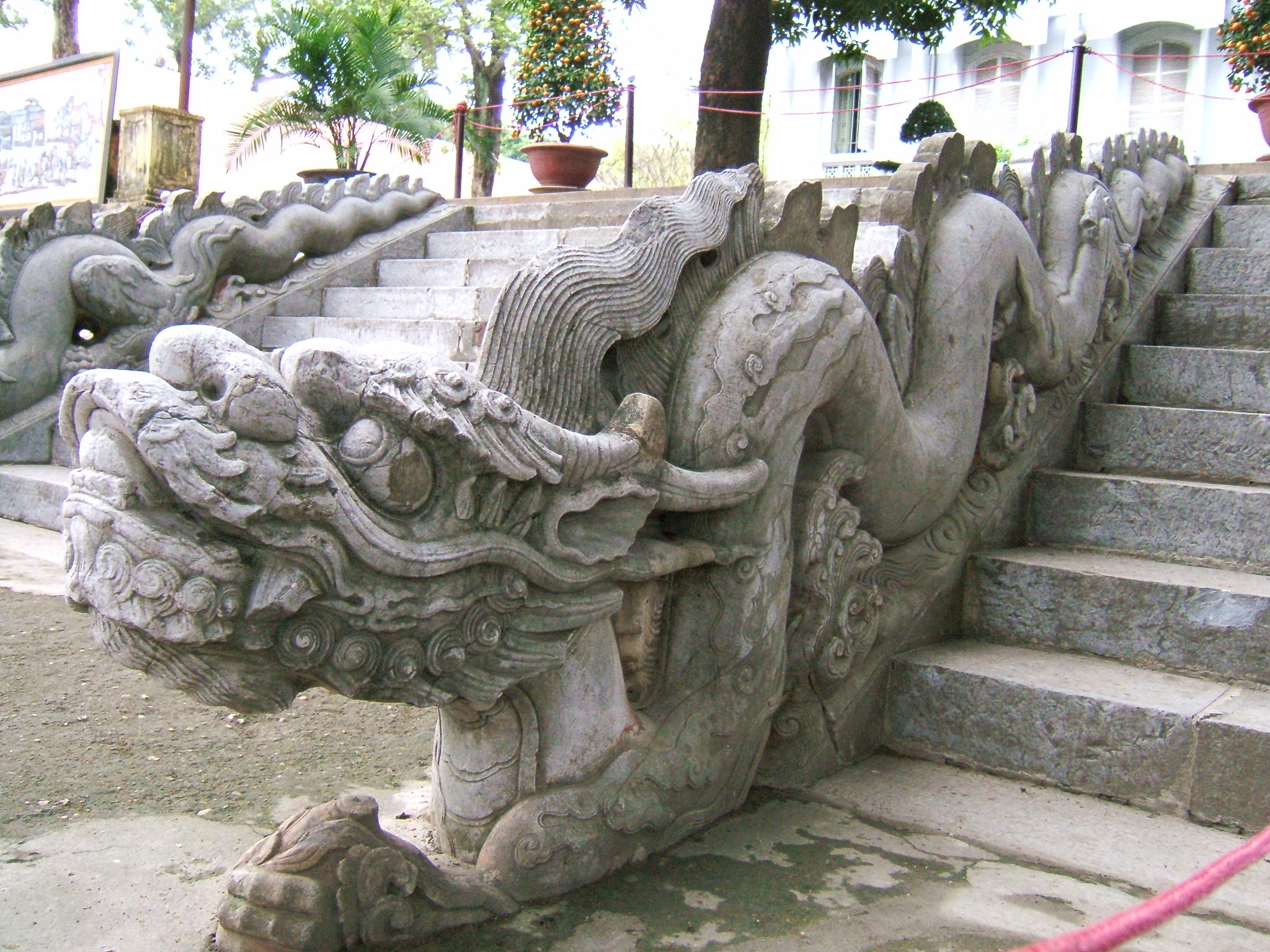
Esculturas de dragones en el palacio Kinh Thiên en Hanói, dinastía Lê.

Los dragones vietnamitas (en vietnamita: Rồng 龍) son criaturas simbólicas del folclore y mitología de Vietnam. Según un antiguo mito, los vietnamitas son descendientes de un dragón y un hada.
Para los vietnamitas, el dragón trae la lluvia, esencial para la agricultura. Representa el emperador, la prosperidad y el poder de la nación. Al igual que el dragón chino, el dragón vietnamita es el símbolo del yang, lo que representa el universo, la vida, la existencia y el crecimiento.
Referencias existentes al dragón vietnamita son raros ahora debido a los feroces cambios en la historia que acompañaron a la sinización del dinastía Nguyen.

## La leyenda
El nieto de la quinta generación de Shennong, Lac Long Quan, rey de los dragones que viven cerca del mar Đông, se casó con una diosa, Âu Cơ que era la hija del rey de apariencia pájaro Đế Lai. Âu Cơ llevaba 100 huevos, que eclosionaron en 100 hijos. El hijo primogénito se convirtió en el rey Lạc Việt, la primera dinastía de Vietnam, y se proclamó emperador Hùng Vương. El primero fue seguido por Hùng Vương El Segundo, Hùng Vương el tercero y así sucesivamente, a través de 18 reinados. Este es el origen del proverbio vietnamita: "Con Rồng, Chau Tiên" ("Niños del Dragón, nietos de los dioses").

## Evolución histórica de la imagen del dragón vietnamita

### Prehistoria
El dragón vietnamita es una imagen combinada de cocodrilo, serpiente, gato, rata y pájaro. Históricamente, el pueblo vietnamita vivía cerca de los ríos, por ello lo veneraban como cocodrilos ("Giao Long"), el primer tipo de dragón vietnamita.
Hay algunos tipos de dragones que se encuentran en los objetos arqueológicos. Un grupo es el de los cocodrilos dragones, con la cabeza de un cocodrilo y el cuerpo de una serpiente. El gato-dragón excavado en un pedazo de terracota esmaltada en Bắc Ninh tiene algunas características del dragón del período Đại Việt: no tiene una cabeza de cocodrilo, su cabeza es más corta y tiene un largo cuello, sus alas y cola son largas, y los bigotes y la piel se encuentran en la imagen del dragón Đại Việt.

### Dinastía Ngô (938-965)
La piedra angular de este período se encuentra en Cổ Loa, el dragón es corto, con un cuerpo de gato y cola de un pez.

### Dinastía Lý (1010-1225)

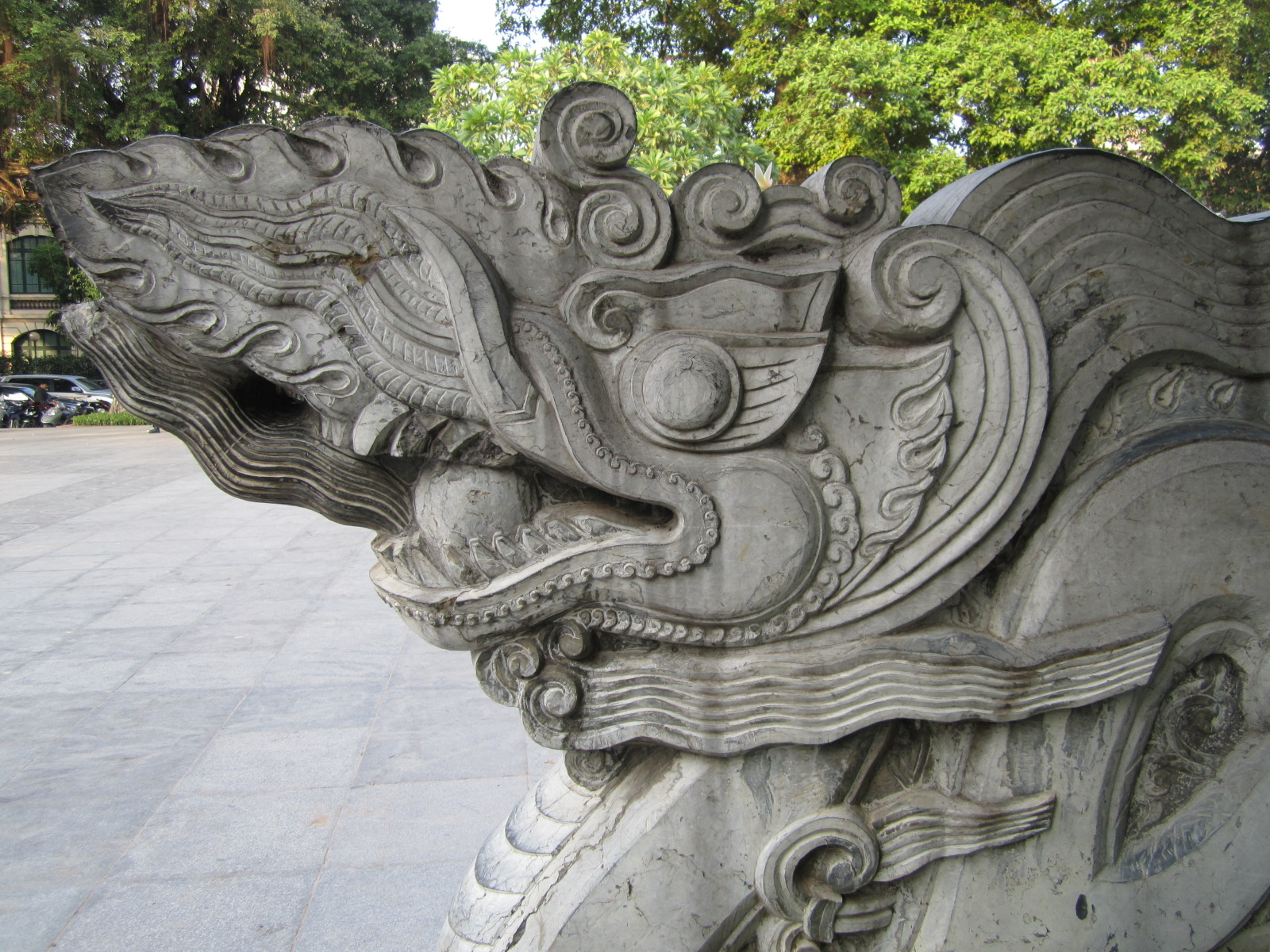
Escalera de dragón moderna construida en el estilo de la dinastía Ly, Hanói.

La dinastía Lý es la dinastía que sentó las bases del feudalismo vietnamita. El budismo fue generalizado y Văn Miếu, la primera universidad de la nación, fue creada. El dragón esbelto de este período representa el poder real y el refinamiento clásico.
Los cuerpos curvos perfectamente redondos de estos dragones, tienen una forma largamente sinuosa, que disminuye gradualmente hacia la cola. El cuerpo cuenta con 12 secciones, que simbolizan los 12 meses en el año. La espalda del dragón es pequeña, de aletas regulares, sin interrupciones. La cabeza, en alto, está en proporción con el cuerpo, y tiene una melena larga, barba, ojos prominentes, nariz con cresta (apuntando hacia delante), pero sin cuernos. Las patas son pequeñas y delgadas, y por lo general 3 dedos. La mandíbula se abre de ancho, con una lengua larga y delgada; los dragones siempre mantienen una châu (gema/joya) en la boca (un símbolo de la humanidad, la nobleza y el conocimiento). Estos dragones son capaces de cambiar el clima, y son responsables de los cultivos.

### Dinastía Trần (1225-1400)
El dragón de la dinastía Trần era similar al de la dinastía Ly, pero era más robusto. El dragón Tran tiene nuevos detalles: brazos y cuernos. Su cresta de fuego es más corta. Su cuerpo ligeramente curvado es gordo y es más pequeño hacia la cola. Hay muchos tipos de cola (recta y puntiaguda cola, cola de caracol), así como muchos tipos de escala (una escala regular medio-flor, escala ligeramente curvada).
El dragón simboliza las artes marciales de los Trần, porque los reyes Tran eran descendientes de un comandante mandarín. La era Trần también estuvo marcada por una serie de invasiones devastadoras por los mongoles seguido por repetidas incursiones de los Champa.

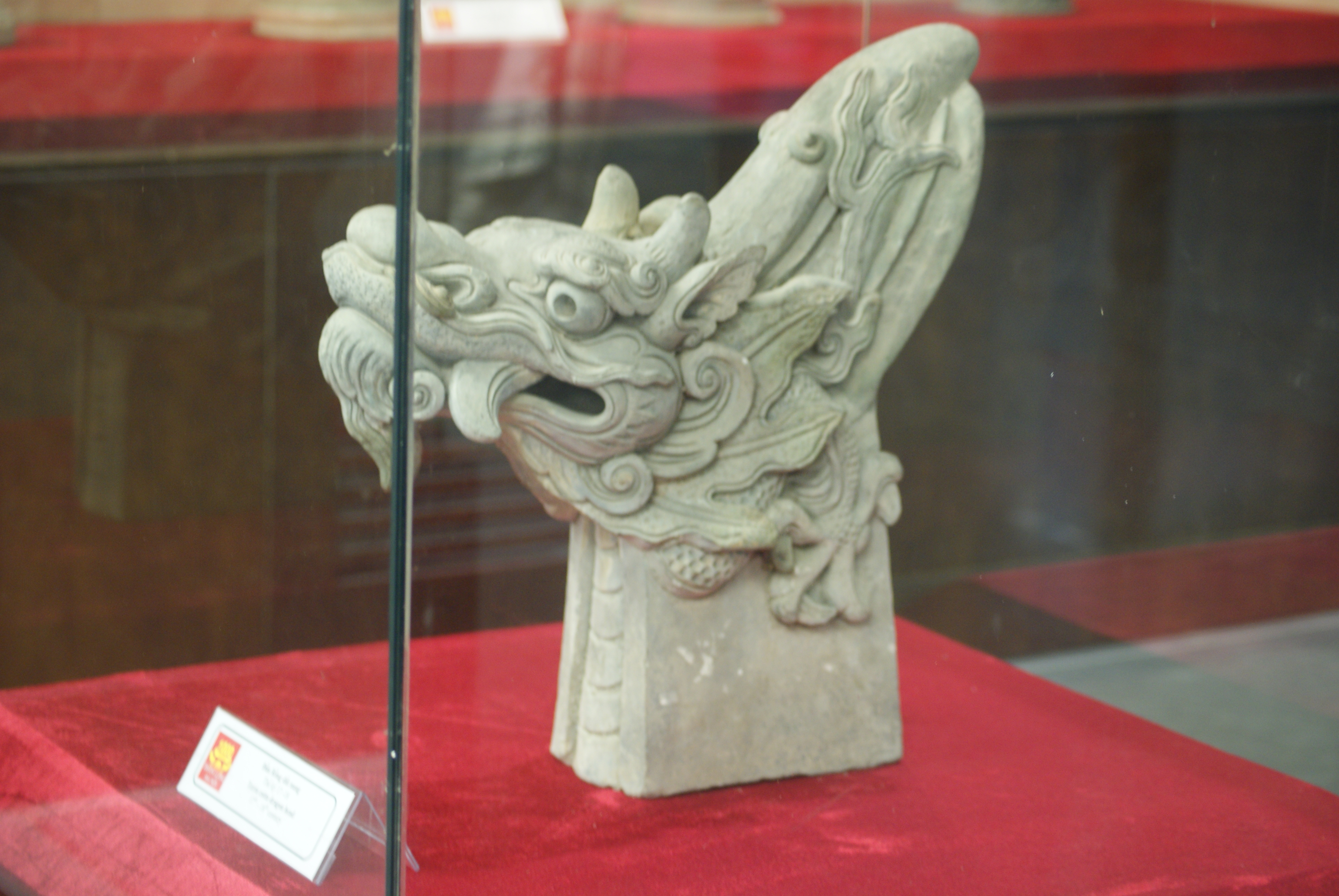
Cabeza de dragón de la dinastía Mạc, hecha en piedra.

### Dinastía Lê
En este período, la imagen del dragón vietnamita fue influenciada por el dragón chino, debido a la política expansionista del confucianismo. A diferencia de los de la anterior dinastía, los dragones en esta edad no solo están representadas en una postura curvada entre las nubes, sino también en otros. Estos dragones eran majestuosos, con su cabeza similar a la de un león. En lugar de un escudo de fuego, tienen una nariz grande. Sus cuerpos se curvan en dos secciones. Sus pies tienen cinco garras afiladas.

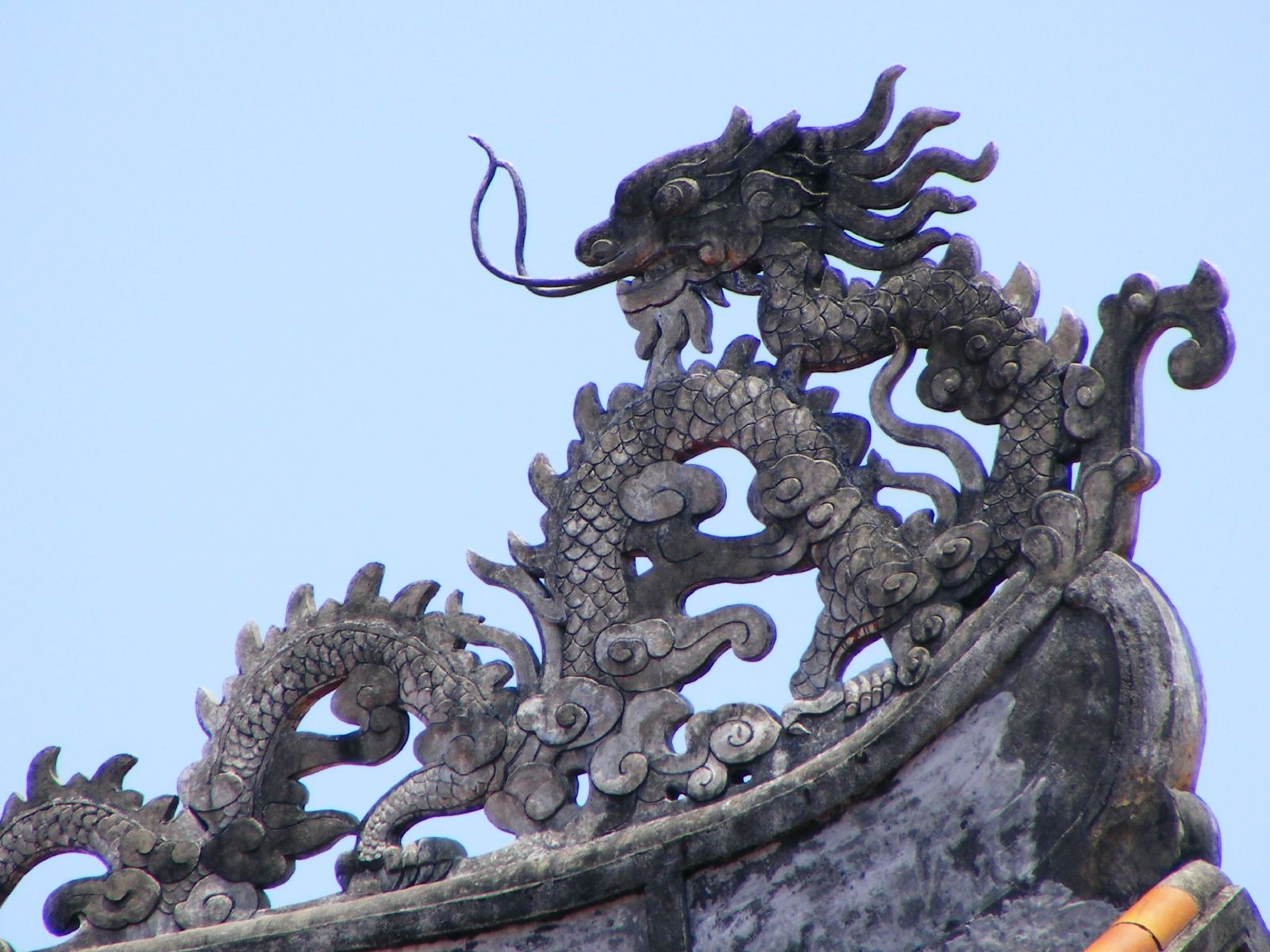
Escultura de un dragón en el tejado de un recinto imperial de la ciudad vietnamita de Huế.

### Dinastía Nguyễn
Durante la primera parte de la dinastía Nguyen (1802-1883), el dragón se representa con una cola en espiral y un arma de fuego de aleta larga. Estos dragones fueron personificados como una madre con sus hijos o un par de dragones. Su cabeza y sus ojos son grandes. Tiene cuernos de ciervo, nariz de león, exponen dientes caninos, su escala es normal, de bigotes curvados. Las imágenes del Rey dragón muestran 5 garras, mientras que las imágenes de dragones menores muestran solo 4 garras.
En este último período (1883-1945), la imagen del dragón se degeneró y se hizo sin refinar, perdiendo su forma natural y majestuosa, y fue visto como una señal de la decadencia en el arte de la última dinastía vietnamita.

## Dragón en la literatura

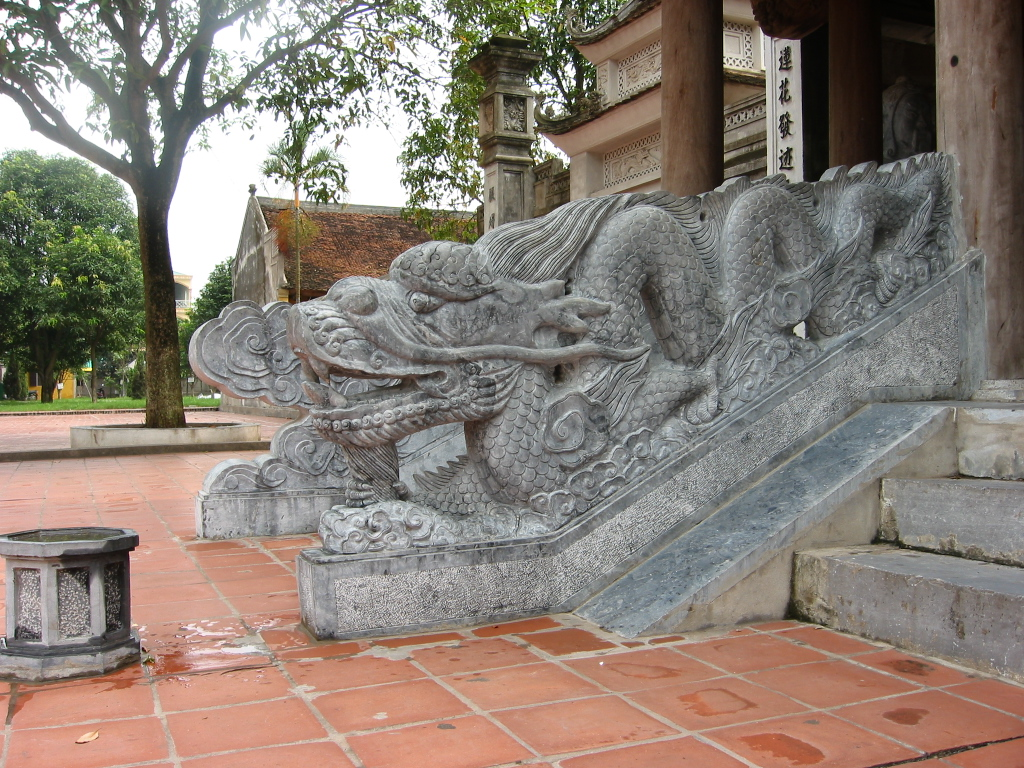
Uno de los cuatro dragones en frente de Ngu Long Mon.

Algunos refranes y dichos mencionan dragones pero implican algo más:
"Rồng gặp mây": "El dragón reúne las nubes" - En condición favorable.
"Đầu rồng đuôi tôm": "Cabeza de dragón, cola de camarón" - Bueno en primer lugar y lo malo en el pasado; algo que empieza bien pero termina mal.
"Rồng bay, phượng múa": "Vuelo del dragón, danza del fénix" - Se utiliza para alabar la caligrafía de alguien que escribe ideogramas chinos también.
"Rồng đến nhà tôm": "El dragón visita la casa de camarones" - Un dicho utilizado por una gran cantidad del o los invitados: el anfitrión se retrata a sí mismo como un humilde camarones y su invitado como un dragón noble.
"Ăn như rồng cuốn, nói như rồng leo, làm như mèo mửa": "Comer como rollos de dragón, hablar como alzadas de dragón, trabajando como gato que vomita" - Una crítica de alguien que come demasiado y habla mucho, pero es perezoso .

## Otros dragones asiáticos
- Dragón chino
- Druk
- Dragón japonés
- Dragón coreano
- Nāga o Naga